# Балашов Віктор Іванович
Віктор Іванович Балашов (нар. 24 грудня 1924, Москва, Російська РФСР, СРСР — пом. 23 червня 2021, Москва, Росія) — радянський і російський диктор Центрального телебачення (1947—1996) і Всесоюзного радіо (з 1944 року). Народний артист Російської Федерації (1997). Учасник німецько-радянської війни.

## Біографія

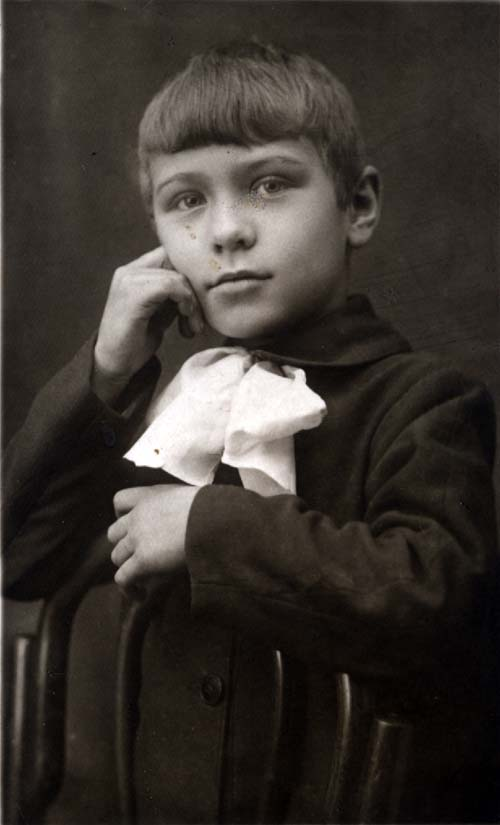
Вітя Балашов у 1931 році

Віктор Іванович Балашов народився 24 грудня 1924 року. До німецько-радянської війни проживав у Москві, Велика Катерининська вулиця, будинок 9, квартира 7. Був сином Івана Балашова, комісара дивізії, загиблого під Смоленськом.
Віктор пішов у 1942 році добровольцем до Червоної армії, виправивши рік народження на 1921-й. На фронтах німецько-радянської війни з 28 лютого по 19 грудня 1943 року у складі 379-ї стрілецької дивізії на Волховському фронті, з 11 по 20 березня 1944 року — у складі 200-го стрілецького полку 2-ї стрілецької дивізії на Ленінградському фронті, з 9 по 27 червня 1944 року — у складі 1267-го стрілецького полку 382-ї стрілецької дивізії на Ленінградському фронті.
2 серпня 1943 року 379-та стрілецька дивізія перейшла в наступ, але атаки були тричі відбиті. На четвертий раз радянські підрозділи увірвалися в траншеї противника, зав'язалися рукопашні сутички. У цьому бою Віктор Балашов був важко поранений.
Вдруге легко поранений 20 березня 1944 року при форсуванні річки Нарва, коли вогнем зі станкового кулемета підтримував наступаючі частини на протилежному березі, двічі відбив атаки противника. Втретє легко поранений 27 червня 1944 при взятті міста Виборга. Контужений 27 червня 1944, перебуваючи в розвідці по взяттю «язика» в районі Праксін Городок.
З 1944 року — рядовий, лінійний наглядач 166-ї роти урядового зв'язку 4-го окремого Одеського орденів Олександра Невського і Червоної Зірки полку урядового зв'язку НКВС СРСР.
З того ж 1944 року — диктор Всесоюзного радіо.
Закінчив Молодіжну театральну студію при МХАТі (курс Алли Тарасової). Після закінчення студії в 1947 році прийшов працювати в Московський телецентр (згодом перетворений на Центральну студію телебачення), до якого його взяли поза конкурсом.
Саме Віктор Балашов повідомив громадянам СРСР про політ Юрія Гагаріна в космос. У 1975 році замість хворого генерального секретаря Леоніда Брежнєва напучував космонавтів радянсько-американської станції «Союз—Аполлон».
Віктор Іванович вів головну інформаційну програму країни «Час», телепередачі «Переможці», «Клуб фронтових друзів», «Вогники…», «Потрібні, потрібні…». Працював на телебаченні до 1996 року.
Довелося артисту з'явитися і в епізодах декількох картин радянських режисерів. Серед яскравих кінострічок, де працював Балашов — «Адмірал Ушаков» Михайла Ромма та «Різдво в Вігала» Марка-Тоомаса Соосаара.
Дублював документальні та художні фільми.
Працював на радіостанції «Говорить Москва».
У 2005 році очолював виборчий список ЛДПР на виборах депутатів Бєлгородської обласної Думи. Після оголошення результатів від депутатського мандата відмовився.
У 2016 році Віктор Іванович як епізодичний актор, знявся в 182-й серії ситкому «Світлофор». Комедія транслювалася на каналі СТС. Сценарій стрічки про трьох друзів — римейк ізраїльського проєкту.
У травні 2018 року диктору присвятили випуск передачі «Пусть говорят». У 2019 році, за рік до 75-річного ювілею перемоги, стартувала робота нового телеканалу «Перемога». У запуску проекту брали участь імениті диктори, які пройшли німецько-радянську війну або були дітьми в цей страшний час. Серед них виступав і Віктор Балашов.
Майстер спорту СРСР з самбо (учень Анатолія Харлампієва), чемпіон Москви.
Помер 23 червня 2021 року в Москві на 97-му році життя.

## Сім'я
Перша дружина — лікарка, померла, коли дочці було 2 роки. Дочка — Маргарита, пенсіонерка. Онука — Анастасія, живе у Франції. Правнуки — Олександр (нар. 2008) і Максим (нар. 2016), правнучка Ірина (нар. 2011).
Друга дружина — Неллі Семенівна Крилова (1927 — ?)‚ артистка Московського театру оперети (1948—1985).

## Творчість

### Роботи на телебаченні
- Естафета новин
- Час
- Новина
- Московські новини
- Вогник
- Клуб фронтових друзів
- Переможець
- Сьоме небо
- Потрібні, потрібні…

#### «Переможці» («Клуб фронтових друзів»)
Передача «Переможці» вперше вийшла в ефір на другому каналі Центрального телебачення 23 лютого 1974 року. Всі програми записувалися в телестудії і монтувалися для ефіру. Формат: ток-шоу, зустріч фронтових друзів. Герої програми: учасники німецько-радянської війни.
Віктор Балашов був автором і ведучим програми. Після візиту до СРСР канцлера ФРН Гельмута Коля (жовтень 1988 року) передачу перейменували на «Клуб фронтових друзів».
Жоден випуск програми не зберігся, крім єдиного уривка, який знаходиться в особистому архіві Віктора Балашова.

### Документальні фільми
- 2002 — «Віктор Балашов»[10]
- 2014 — «Диктор Іванович. Солдат телебачення»[11]

## Визнання та нагороди
- Орден Пошани (3 лютого 2015 року) — за великі заслуги у розвитку вітчизняної культури і мистецтва, телерадіомовлення, друку та багаторічну плідну діяльність[12]
- Орден «Знак Пошани»
- Орден Вітчизняної війни I ступеня (06.04.1985)
- Медаль «За відвагу» (06.11.1947)
- Орден Червоної Зірки (16.06.1976)
- Медаль «За перемогу над Німеччиною»
- Народний артист Російської Федерації (19 листопада 1997 року) — за великі заслуги в галузі мистецтва[13]
- Заслужений артист РРФСР (17 Жовтня 1975 року) — За заслуги в галузі радянського мистецтва[14]
- Почесна грамота Уряду Москви (22 жовтня 2002 року) — за великий внесок у розвиток вітчизняного радіомовлення та у зв'язку з 5-річчям ВАТ Концерн «Радіо-Центр» (радіостанція «Говорить Москва»)[15]
- Орден Петра Великого (громадська нагорода)
- Медалі СРСР
- Медалі Російської Федерації

## Примітка
1. ↑  История ветерана Балашова / Новые рубежи, 2018. Архів оригіналу за 24 червня 2021. Процитовано 24 червня 2021.
2. ↑  Наградной лист В. И. Балашова на сайте «Подвиг народа». Архів оригіналу за 24 грудня 2014. Процитовано 24 червня 2021.
3. ↑  4 территориальный ордена Красной Звезды узел правительственной связи Государственной службы специальной связи и защиты информации Украины создан 24 февраля 1943 года. В период боевых действий 4-й отдельный «Одесский» орденов Александра Невского и Красной Звезды полк правительственной связи дислоцировался на Украине. Архів оригіналу за 1 серпня 2013. Процитовано 23 травня 2013. [Архівовано 2013-08-01 у Wayback Machine.]
4. ↑  Скрытый дар Виктора Балашова. Архів оригіналу за 24 червня 2021. Процитовано 24 червня 2021.
5. ↑  Белгородский губернатор получил подконтрольную думу. Архів оригіналу за 28 червня 2021. Процитовано 24 червня 2021.
6. ↑  Фото Сайт — В. И. Балашов — легенда телевидения. Архів оригіналу за 9 жовтня 2021. Процитовано 24 червня 2021.
7. ↑  Умер диктор Виктор Балашов [Архівовано 24 червня 2021 у Wayback Machine.] // ТАСС / tass.ru
8. ↑  Умер диктор и телеведущий Виктор Балашов [Архівовано 24 червня 2021 у Wayback Machine.] // РИА Новости / ria.ru
9. ↑  Передача «Победители» («Клуб фронтовых друзей») // Сайт проекта «Телепередачи 60-х—70-х—80-х: Телепередачи СССР 1960-х—1970-х—1980-х годов». Архів оригіналу за 22 квітня 2021. Процитовано 24 червня 2021.
10. ↑  Киноафиша России. Архів оригіналу за 29 квітня 2014. Процитовано 24 червня 2021. [Архівовано 2014-04-29 у Wayback Machine.]
11. ↑  Диктор Иванович. Солдат телевидения — Личности — Смотреть документальные фильмы онлайн. Архів оригіналу за 2 травня 2017. Процитовано 17 січня 2016.
12. ↑  Указ Президента Российской Федерации от 3 февраля 2015 года № 48 «О награждении государственными наградами Российской Федерации». Архів оригіналу за 4 лютого 2015. Процитовано 24 червня 2021.
13. ↑  Указ Президента Российской Федерации от 19 ноября 1997 года № 1240 «О награждении государственными наградами Российской Федерации». Архів оригіналу за 28 жовтня 2020. Процитовано 24 червня 2021.
14. ↑  Указ Президиума Верховного Совета РСФСР от 17 октября 1975 года «О присвоении почётного звания заслуженного артиста РСФСР Балашову В. И.». Архів оригіналу за 24 червня 2021. Процитовано 24 червня 2021.
15. ↑  Распоряжение Правительства Москвы от 22 октября 2002 года № 1596-рп «О награждении Почётной грамотой Правительства Москвы». Архів оригіналу за 24 червня 2021. Процитовано 24 червня 2021.